# Monte Zebrù
Ne doit pas être confondu avec Gran Zebrù.
Le Monte Zebrù (prononcé : [ˈmonte dzeˈbru]) est un sommet situé dans le massif de l'Ortles, à la frontière entre la Lombardie et le Trentin-Haut-Adige, en Italie.